# Drymonia moghrebana
Drymonia moghrebana är en fjärilsart som beskrevs av Lucas 1934. Drymonia moghrebana ingår i släktet Drymonia och familjen tandspinnare. Inga underarter finns listade i Catalogue of Life.